# IV Liceum Ogólnokształcące im. Marii Skłodowskiej-Curie w Chorzowie
IV Liceum Ogólnokształcące im. Marii Skłodowskiej-Curie w Chorzowie (pot. Curie) – najstarsza szkoła ponadpodstawowa w Chorzowie, której początki sięgają 1868 roku. Szkoła zajmuje zabytkowy budynek przy ulicy gen. Henryka Dąbrowskiego 34.

## Historia
1 października 1868 roku w Królewskiej Hucie rozpoczęła swą działalność prywatna międzywyznaniowa szkoła dla dziewcząt (Töchterschule), w 1879 szkoła otrzymała uprawnienia wyższej szkoły prywatnej dla dziewcząt (Höhere Töchterschule). W 1950 roku placówka została upaństwowiona jako Szkoła Ogólnokształcąca Stopnia Licealnego, później przekształcona w II Liceum Ogólnokształcące, a następnie w IV Liceum Ogólnokształcące. Od 1958 roku nosi imię Marii Skłodowskiej-Curie. W 1962 roku zmieniono jej charakter z żeńskiego na koedukacyjny, choć wciąż liczniejsze były uczennice.
W przeszłości szkoła kształciła młodzież w profilach pedagogicznym, humanistycznym, biologiczno-chemicznym i ogólnym. Jej uczniowie zdobywali laury i wyróżnienia w olimpiadach i konkursach polonistycznych, historycznych, artystycznych i filozoficznych.
Według stanu na 2025 rok w liceum kształci się około 410 uczniów, w pięciu i sześciu klasach każdego rocznika. Uczniowie kształcą się w profilach:
- prozdrowotnym – na poziomie rozszerzonym uczą się biologii i języka angielskiego,
- turystycznym – na poziomie rozszerzonym uczą się geografii i języka angielskiego,
- psychologicznym – na poziomie rozszerzonym uczą się języka polskiego i historii.

Uczniowie biorą udział w dodatkowych zajęciach ściśle związanych z wybranym profilem oraz mogą uczestniczyć w różnych aktywnościach z nim powiązanych, we współpracy ze środowiskiem lokalnym, w tym uczelniami wyższymi.

## Absolwenci i uczniowie
- Piotr Baron – dziennikarz i prezenter Programu Trzeciego Polskiego Radia[3]
- Monika Hojnisz-Staręga – polska biathlonistka, brązowa medalistka mistrzostw świata[3]
- Tomasz Kałwak – pianista, klawiszowiec, producent muzyczny, kompozytor, pedagog[3]
- Zofia Klimonda – opozycjonistka z okresu PRL[4]
- Anna Maria Rayske – opiekunka społeczna, ofiara KL Auschwitz[5]
- Michał Żurawski – aktor teatralny i filmowy[3]